# Рауль Хіменес
Рауль Хіменес (ісп. Raúl Jiménez, нар. 5 травня 1991, Тепехі-дель-Ріо-де-Окампо, штат Ідальго) — мексиканський футболіст, нападник «Фулгема» та національної збірної Мексики.

## Клубна кар'єра
Народився 5 травня 1991 року в місті Тепехі-дель-Ріо-де-Окампо штату Ідальго. Вихованець футбольної школи клубу «Америка». Дорослу футбольну кар'єру розпочав 2011 року в основній команді того ж клубу, кольори якої захищав до 2014 року.
З 2014 по 2015 був гравцем мадридського «Атлетіко».
13 серпня 2015 підписав п'ятирічний контракт з лісабонською «Бенфікою». Загалом за «Бенфіку» зіграв 80 матчів і забив 18 голів у чемпіонаті Португалії.
2019 року приєднався до складу англійського «Вулвергемптона».

## Виступи за збірну
У 2012 році залучався до складу молодіжної збірної Мексики. На молодіжному рівні зіграв у 13 офіційних матчах, забив 1 гол.
У складі олімпійської збірної Мексики — учасник футбольного турніру на Олімпійських іграх 2012 року у Лондоні, де мексиканці стали олімпійськими чемпіонами.
З 2013 року — гравець національної збірної Мексики.

## Титули і досягнення
- Володар Золотого кубка КОНКАКАФ (2): 2019, 2025
- Олімпійський чемпіон (1): 2012
- Чемпіон Мексики (1):

«Клуб Америка»: 2013
- Володар Суперкубка Іспанії (1):

«Атлетіко» (Мадрид): 2014
- Чемпіон Португалії (1):

«Бенфіка»: 2015–16, 2016-17
- Володар Кубка португальської ліги (1):

«Бенфіка»: 2015-16
- Володар Кубка Португалії (1):

«Бенфіка» : 2016-17
- Володар Суперкубка Португалії (2):

«Бенфіка» : 2016, 2017